# Andea Geway Suja
Andea Geway Suja (* 1966) ist ein ehemaliger tansanischer Marathonläufer. Er ist Angestellter der Polizeischule in Moshi.
1998 wurde er Siebter beim Vienna City Marathon mit seiner persönlichen Bestzeit von 2:14:04 h und gewann Bronze bei den Commonwealth Games in Kuala Lumpur hinter Thabiso Paul Moqhali aus Lesotho und seinem Landsmann Simon Mrashani.

## Ergebnisse
Eine Auswahl seiner Ergebnisse ist:
| Jahr | Ort                    | Typ      | Rang | Zeit (h) |
| ---- | ---------------------- | -------- | ---- | -------- |
| 1992 | Assemini, Italien      | Marathon | 5    | 2:18:10  |
| 1996 | Belgrad, Serbien       | Marathon | 25   | 2:27:00  |
| 1998 | Wien, Österreich       | Marathon | 7    | 2:14:04  |
| 1998 | Kuala Lumpur, Malaysia | Marathon | 3    | 2:19:50  |
| 1999 | Wien, Österreich       | Marathon | 10   | 2:21:29  |